# Debubawi Kayih Bahri
Debubawi Kayih Bahri (ዞባ ደቡባዊ ቀይሕ ባሕሪ, auch Debubawi Keyih Bahri geschrieben, arabisch منطقة البحر الأحمر الجنوبية, italienisch Regione del Mar Rosso Meridionale; deutsch Südliche Region des Roten Meeres) ist eine Region (Zoba) Eritreas mit 293.000 Einwohnern und umfasst den südlichen Teil des Landes. 
Hauptort der Region ist Assab. 
Weitere Städte sind Beylul, Raheita, Iddi und Thio. Die Region hat eine Fläche von rund 27.600 km² und ist 500 Kilometer lang, aber nur 50 Kilometer breit. Der Osten der Region liegt am Roten Meer, während der Westen in der Danakil-Wüste liegt.
Die Bewohner der Region Debubawi Kayih Bahri gehören hauptsächlich zum Volk der Afar, die früher auch als Danakil bezeichnet wurden. Zur Zeit der äthiopischen Herrschaft über Eritrea hieß die Region daher zwischenzeitlich Dankalia. Heute heißen zwei der drei Subregionen (Distrikte) Denkalia. 

## Gliederung
Die Region ist in drei Distrikte (Sub-Regionen, sub-zones) gegliedert

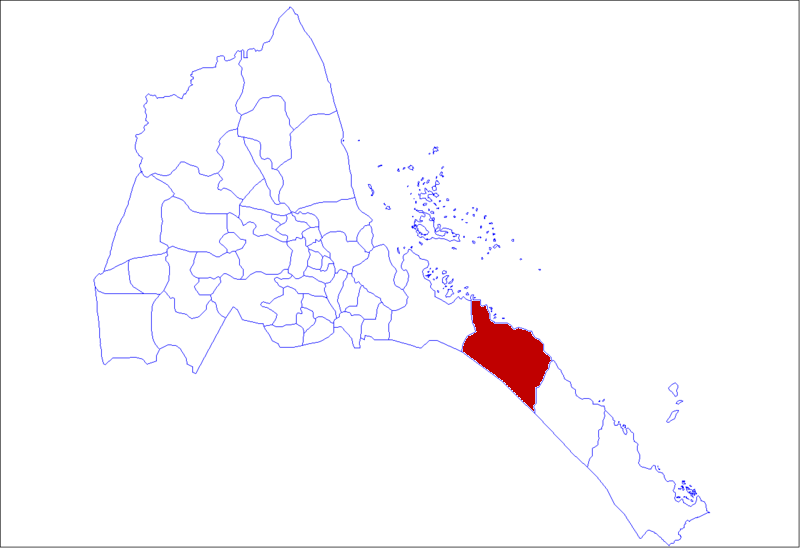
Are'eta (Hauptort: Thio)
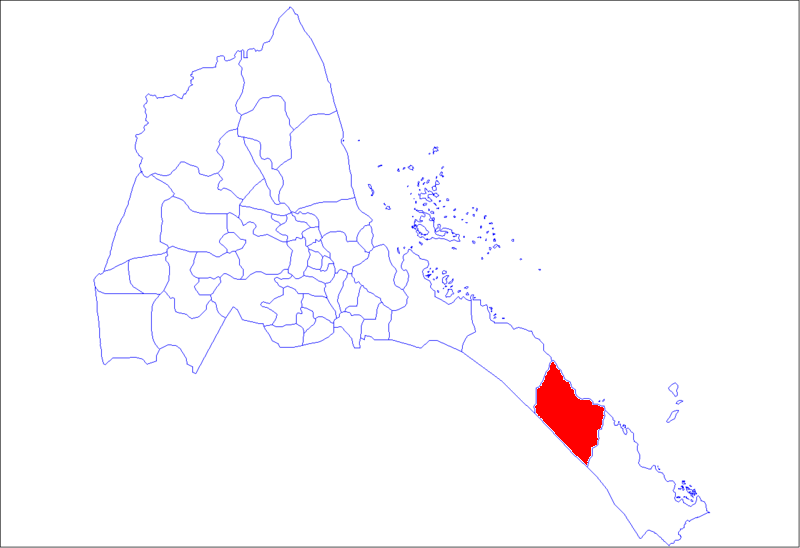
Zentral-Denkalia (Hauptort: Iddi)
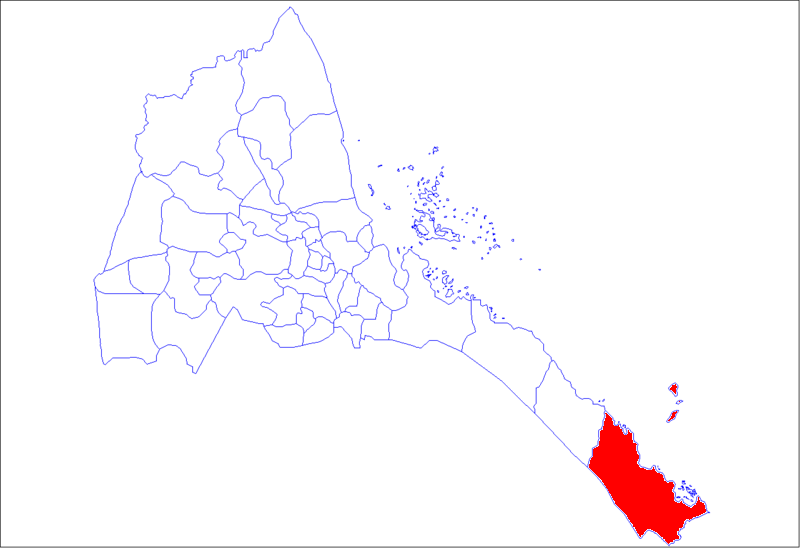
Süd-Denkalia (Hauptort: Assab)